# Wladimir Stojtschew

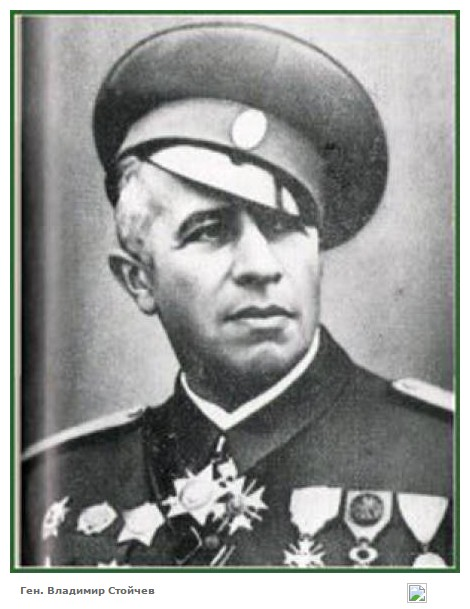
Wladimir Stojtschew

Wladimir Dimitrow Stojtschew (bulgarisch Владимир Димитров Стойчев, engl. Transkription Vladimir Stoychev; * 24. Februar 1892 in Sofia; † 27. April 1990 ebenda) war ein bulgarischer Generalmajor,
Diplomat und Mitglied des Internationalen Olympischen Komitees.

## Leben
Stojtschew wurde am 24. März 1892 in Sarajevo oder am 7. April 1893 in Sofia geboren. Seine Mutter, Elena Petrovic war Serbin und Tochter des Bürgermeisters von Sarajevo und späteren Diplomaten in Bulgarien Aristotel Petrović. Sein Vater, Dimitar Stojtschew, war Adjutant von Prinz Alexander Battenberg, ein in Schweiz ausgebildeter Anwalt und Militärstaatsanwalt. Wladimir ist keine sechs Monate alt, als die junge Familie nach Bulgarien zurückkehrt und sich in Sofia niederlässt. Im Alter von 11 Jahren starb sein Vater. Seine Mutter entschied, ihn zu ihrer Schwester nach Wien zu senden, wo er die Theresianische Militärakademie in Wien absolvierte.
Wladimir nahm an den Balkankriegen (1912/13) und am Ersten Weltkrieg (1914/18) teil. Im Anschluss absolvierte er die Militärschule und Militärakademie in Sofia. 1924, 1928 und 1936 nahm er an den Reitwettbewerben der Olympischen Spiele teil. Von 1930 bis 1934 war er Militärattaché in Frankreich und dem Vereinigten Königreich. 1934 wurde er zum Leiter der Kavallerie-Akademie in Sofia ernannt und wurde Teil der Bulgarischen Militärunion, welche den Putsch in Bulgarien am 19. Mai 1934 mitorganisierte. 1935 wurde Stojtschew am 18. Oktober mit weiteren hohen Militärs aufgrund der Beteiligung am Putsch 1934 und des allgemeinen Vorwurfs des Antimonarchismus aus der Armee entlassen und in den nächsten Jahren mehrfach verhaftet.
Im September 1944 gehörte Wladimir Stojtschew zu den aktiven Mitgliedern der Militärunion, die beim Putsch vom 9. September eine entscheidende Rolle spielten. In der Nacht zum 9. September wurde er beauftragt, die Telegrafen- und Telefonstation (die damals in das Gebäude der Bulgarischen Nationalbank evakuiert worden waren) zu erobern und den Zarenregenten nach Sofia zu bringen, um die Akte zur Ernennung der neuen Regierung zu unterzeichnen. Nach dem Putsch wurde Stojtschew Mitglied des Präsidiums des Nationalrats der Vaterländischen Front, zum General befördert und Mitglied der Bulgarischen Kommunistischen Partei.
Als Bulgarien nach dem Bündniswechsel auf Seiten der Alliierten im Zweiten Weltkrieg eingriff, wurde Stojtschew General der 1. Bulgarischen Armee. Als deren Befehlshaber nahm er ab Ende September 1944 an der Belgrader Operation, an der Operation „Frühlingserwachen“ und an der Wiener Operation teil. Er erreichte mit der 1. Bulgarischen Armee die österreichischen Alpen, wo er am 8. Mai 1945 in Klagenfurt mit Charles Keightley, Generalleutnant des V. Korps der britischen 8. Armee, ein Demarkationsabkommen abschloss. Nach dem Krieg war Wladimir Stojtschew Teil der bulgarischen Delegation die an der Parade des Sieges der UdSSR über das Dritte Reich in Moskau am 24. Juni 1945 teilnahm.
Von 1945 bis 1947 war er bulgarischer Botschafter in den Vereinigten Staaten in Washington und bei den Vereinten Nationen in New York.
Von 1959 bis 1982 war er Präsident des Bulgarischen Olympischen Komitees. Zudem war er von 1952 bis 1987 war Mitglied des Internationalen Olympischen Komitees sowie zusätzlich von 1956 bis 1959 Exekutivmitglied.